# Flygplan kapat klockan 13.22
Flygplan kapat klockan 13.22 (originaltitel: Shadow 81) är en roman av Lucien Nahum från 1975. Den utnämndes av Jeremy Clarkson till en av de bästa böcker som någonsin skrivits. Boken sålde väl i Japan och har även översatts till svenska och spanska.

## Handling
Vietnamkriget pågår för fullt. Ett stridsflygplan av den modernaste sorten försvinner under en bombning. Man antar att det havererat. Men Grant Fielding, som flyger planet, har andra planer. Han tar planet, stuvar ner det i en båt och fraktar det till andra sidan Stilla havet. Där flyger han och hotar att skjuta ner ett passagerarplan om de inte gör som han vill.
Grants kompanjon på marken är utklädd till jultomte och klädd med sprängämnen. Jultomten länsar banker och juvelerarbutiker. Till slut ber han om ett plan. Han stuvar in allt i planet och flyger iväg. Han möter Grant och de gömmer skatten för att hämta den senare.